# Zagórze (gromada w powiecie kieleckim)
Zagórze – dawna gromada, czyli najmniejsza jednostka podziału terytorialnego Polskiej Rzeczypospolitej Ludowej w latach 1954–1972.
Gromady, z gromadzkimi radami narodowymi (GRN) jako organami władzy najniższego stopnia na wsi, funkcjonowały od reformy reorganizującej administrację wiejską przeprowadzonej jesienią 1954 do momentu ich zniesienia z dniem 1 stycznia 1973, tym samym wypierając organizację gminną w latach 1954–1972.
Gromadę Zagórze z siedzibą GRN w Zagórzu (obecnie w obrębie Kielc) utworzono – jako jedną z 8759 gromad na obszarze Polski – w powiecie kieleckim w woj. kieleckim, na mocy uchwały nr 13c/54 WRN w Kielcach z dnia 29 września 1954. W skład jednostki weszły obszary dotychczasowych gromad Zagórze i Mójcza ze zniesionej gminy Dyminy oraz Domaszowice Rządowe, Domaszowice Wikaryjskie i Nowy Folwark ze zniesionej gminy Dąbrowa w tymże powiecie. Dla gromady ustalono 27 członków gromadzkiej rady narodowej.
31 grudnia 1961 z gromady Zagórze wyłączono wieś Nowy Folwark o powierzchni 161 ha, włączając ją do Kielc.
Gromada przetrwała do końca 1972 roku, czyli do kolejnej reformy gminnej.